# Jimmy Jackson (football)
James Jackson, dit Jimmy Jackson, est un joueur de football professionnel écossais et australien né le 15 septembre 1875 (date de décès inconnue). Évoluant notamment au sein des clubs britanniques des Rangers, de Newcastle United et d'Arsenal, il est capitaine de ce dernier lorsque l'équipe dispute sa première saison au plus haut niveau de la hiérarchie du football anglais.

## Biographie
Jimmy Jackson naît à Cambuslang dans le Lanarkshire en Écosse le 15 septembre 1875. Sa famille émigre en Australie lorsqu'il a deux ans. Il y grandit donc, avant de rentrer en Écosse en 1893.
Il joue pour l'équipe junior du Newton Thistle Football Club, puis signe pour le club des Rangers en 1894. Il est cédé à Newcastle United en août 1897 et y reste deux saisons. Il rejoint Woolwich Arsenal en 1899 et débute pour cette équipe contre Leicester City le 2 septembre 1899. Il est capitaine du club lors de la première saison de celui-ci en première division du championnat d'Angleterre. Il disputera un total de 204 matchs avec Arsenal, pour un but.
Il rejoint Leyton en 1905 en tant qu'entraîneur-joueur, puis rapidement West Ham United, avant de retrouver les Rangers en 1906. Il prend sa retraite pour devenir forgeron, mais sort de sa retraite pour jouer brièvement avec Morton en 1911.
Deux fils de Jimmy Jackson seront également joueurs de football. James Jackson, notamment, disputera plus de deux-cents matchs avec Liverpool, tandis que le plus jeune, Archie, jouera notamment pour Sunderland et Tranmere Rovers. Neveu de Jimmy, Archie Jackson sera quant à lui international australien de cricket.